# Вільгельм Мюллер-Арнеке
Вільгельм Мюллер-Арнеке (нім. Wilhelm Müller-Arnecke; 30 жовтня 1910, Бремен — 29 вересня 2000, Флекебі) — німецький офіцер-підводник, корветтен-капітан крігсмаріне.

## Біографія
16 січня 1933 року вступив на флот. З жовтня 1937 року — 1-й вахтовий офіцер на підводному човні U-19. З 2 листопада 1939 по 2 січня 1940 року — командир U-19, на якому здійснив 1 похід (14-20 листопада). 18 листопада 1939 року на міні, встановлений U-19, підірвався і затонув югославський торговий пароплав Carica Milica водотоннажністю 6371 тонну, навантажений вугіллям; всі члени екіпажу вціліли. З січня 1940 року — референт в штабі командувача-адмірала підводного флоту. З грудня 1942 року — командир 1-го дивізіону 2-ї навчальної дивізії підводних човнів. З січня 1945 року — знову референт в штабі командувача-адмірала підводного флоту.  В травні взятий в полон. 15 вересня 1945 року звільнений.

## Звання
- Кандидат в офіцери (16 січня 1933)
- Фенріх-цур-зее (1 липня 1934)
- Лейтенант-цур-зее (1 жовтня 1936)
- Оберлейтенант-цур-зее (1 червня 1938)
- Капітан-лейтенант (1 жовтня 1939)
- Корветтен-капітан (1 вересня 1943)

## Нагороди
- Медаль «За вислугу років у Вермахті» 4-го класу (4 роки)